# Elie Yéghiayan
Elie (Yéghia) Yéghiayan ICPB (ur. 29 maja 1950 w Aleppo) – biskup ormiańskokatolicki pochodzący z Syrii, od 2018 biskup eparchialny Sainte-Croix-de-Paris.

## Życiorys

### Młodość i prezbiterat
Wstąpił do Instytutu Duchowieństwa Patriarchalnego z Bzommar. Święcenia kapłańskie przyjął 24 marca 1974. Był m.in. rektorem niższego seminarium instytutu, rektorem Papieskiego Kolegium Ormiańskiego w Rzymie oraz ekonomem generalnym instytutu.

### Episkopat
23 czerwca 2018 papież Franciszek mianował go eparchą Sainte-Croix-de-Paris (chirotonię przyjął 12 sierpnia 2018), a 27 czerwca 2020 powierzył mu funkcję wizytatora apostolskiego dla wiernych obrządku ormiańskiego w Europie Zachodniej.